# دهیاتاوالا
دهیاتاوالا (انگلیسی: Dehiattawala) یک روستا در کشور سری‌لانکا است.